# Comuna Tahancea, Kaniv
Tahancea (în ucraineană Таганча) este o comună în raionul Kaniv, regiunea Cerkasî, Ucraina, formată din satele Potașnea și Tahancea (reședința).

## Demografie
Componența lingvistică a comunei Tahancea
     Ucraineană (96,48%)
     Rusă (3,39%)
Conform recensământului din 2001, majoritatea populației comunei Tahancea era vorbitoare de ucraineană (96,48%), existând în minoritate și vorbitori de rusă (3,39%).